# Головатов, Михаил Васильевич
Михаил Васильевич Головатов (23 августа 1949, Муковнино, Лопасненский район — 1 августа 2022) — советский военнослужащий, командир Группы «А» в 1991—1992 годах, полковник.

## Биография
Родился 23 августа 1949 года в Муковнино Лопасненского района.
В 1965 году поступил в Московский авиационный техникум имени Н. Н. Годовикова. Выполнил нормативы мастера спорта по гребле и лыжам, кандидата в мастера по велогонкам.
Действительную службу проходил в военизированной пожарной охране Москвы. По её завершении в 1972 году принят на работу в 7-е Управление КГБ СССР. Профессиональную чекистскую подготовку прошёл в Ленинградской спецшколе КГБ (1973 год).
Мастер спорта по лыжам и стрельбе из пистолета. В 1965—1971 годах был членом штатной команды «Динамо» по лыжным гонкам, входил в сборную Советского Союза. Чемпион Москвы в этой спортивной дисциплине (1969 год). Занимался греблей, выигрывал первенство Москвы в «одиночке» и «двойке». Окончил заочное отделение Государственного Центрального ордена Ленина института физической культуры (ГЦОЛИФК).
В Группе «А» — с момента её основания в 1974 году, прошёл путь от младшего разведчика, снайпера до командира подразделения.
В период «Второго этапа Апрельской революции» (штурм дворца Амина) с декабря и до июля 1980 года находился в Афганистане, охраняя высших руководителей НДПА и ДРА. В ноябре 1983 года на территории аэропорта г. Тбилиси принимал непосредственное участие в нейтрализации террористов, захвативших пассажирский самолёт, следовавший по маршруту Тбилиси — Ленинград.
С 4 марта по 25 апреля 1984 года возглавлял нештатную боевую группу в Афганистане. В том же году назначен заместителем командира Группы «А» — начальником хабаровского отделения. В этом качестве принимал непосредственное участие в создании дальневосточной «Альфы». В 1989 году вернулся в Москву, помимо оперативных задач формировал региональные подразделения Группы «А» в Минске, Киеве, Краснодаре и Екатеринбурге. В дальнейшем курировал это направление до лета 1991 года.
В 1986 году окончил Высшую школу КГБ по специальности. Командовал группой сотрудников подразделения, командированных в Вильнюс в январе 1991 года. После этого был официально объявлен новыми литовскими властями «врагом литовского народа».
С 23 августа 1991 года по 4 июля 1992 года был командиром Группы «А».
Награждён орденами Красного Знамени, Красной Звезды, «За личное мужество» (Беларусь), медалью «За отвагу».
После увольнения с военной службы занялся частной охранной деятельностью. Основал целый ряд фирм. В 1995 году возглавил объединение «Союз независимых служб содействия коммерческой безопасности».
В 1997—2002 годах являлся заместителем председателя Консультативного совета при ФСБ, который объединял представителей наиболее авторитетных частных предприятий безопасности и руководителей основных оперативных подразделений ФСБ.
15 апреля 2004 года избран президентом Федерации лыжных гонок г. Москвы. Член Президиума Федерации лыжных гонок России.
На протяжении многих лет являлся членом Совета Ассоциации ветеранов подразделения антитеррора «Альфа».
Ушёл из жизни 1 августа 2022 года в своём доме в Сочи. Похоронен на Троекуровском кладбище.

## События в Вильнюсе
В июле 2011 года Михаил Головатов был арестован в Вене на основании выписанного Генеральной прокуратурой Литвы ордера: литовцы обвиняли его в гибели гражданских во время событий 13 января 1991 года в Вильнюсе, когда группа «А» штурмовала телецентр. Вскоре Головатов был освобождён: австрийские власти заявили, что им не хватило данных для передачи подозреваемого Литве, однако некоторые политики в Литве считают, что они поддались давлению со стороны России.
В связи с таким решением австрийской стороны послу Австрии в Вильнюсе была вручена нота протеста, у посольства Австрии прошли акции протеста. В ответ на действия Австрии Литва также решила отозвать для консультаций своего посла в Австрии Гедрюса Пуоджюнаса. Ноту по тому же поводу послу Австрии в Риге вручила и Латвия.
В связи с освобождением Головатова министры иностранных дел Литвы, Латвии и Эстонии Аудронюс Ажубалис, Гиртис Валдис Кристовскис и Урмас Паэт обратились с протестом к комиссару ЕС по вопросам юстиции, фундаментальным правам и гражданству Вивиан Рединг и к своим коллегам из стран ЕС.
27 марта 2019 года окружной суд Вильнюса (Литва) признал виновными в военных преступлениях и преступлениях против человечности по делу о событиях 13 января 1991 года бывшего офицера КГБ Михаила Головатова. Коллегия из трёх судей заочно осудила Головатова на двенадцать лет.

## Награды
- Орден Почёта (Россия)
- Орден Красного Знамени (СССР)
- Орден Красной Звезды (СССР)
- Орден «За личное мужество» (Беларусь)
- Медаль «За отвагу» (СССР)